# Kruplin Radomszczański
Kruplin Radomszczański (prononciation [ˈkruplin radɔmʂˈt͡ʂaɲski]) est un village de la gmina de Nowa Brzeźnica, du powiat de Pajęczno, dans la voïvodie de Łódź, situé dans le centre de la Pologne.
Il se situe à environ 3 kilomètres à l'est de Nowa Brzeźnica (siège de la gmina), 18 kilomètres au sud-est de Pajęczno (siège du powiat) et 81 kilomètres au sud de Łódź (capitale de la voïvodie).
Sa population s'élevait approximativement à 650 habitants en 2006.

## Administration
De 1975 à 1998, le village était attaché administrativement à l'ancienne voïvodie de Częstochowa.

Depuis 1999, il fait partie de la nouvelle voïvodie de Łódź.